# Плита Кула

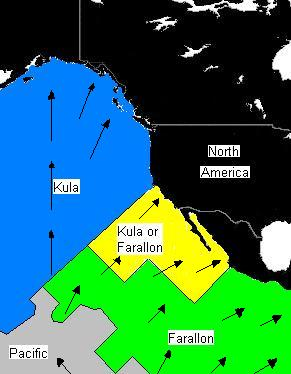
Розташування плит між 64 і 74 мільйонів років тому. Плита Кула, зображена синім

Плита Кула стародавня океанська тектонічна плита, яка почала занурюватись під Аляску, протягом юрського періоду, на кшталт Тихоокеанської плити. Потрійне з'єднання гірських хребтів між плитою Кула на півночі, Тихоокеанською плитою на заході і плитою Фараллон на сході має назву хребет Кула. Під Північноамериканську плиту плита Кула пірнає під відносно крутим кутом, тому Канадські скелясті гори складаються малою часткою з континентальних осадових порід, Скелясті гори, складаються з континентальних осадових порід у відповідь на мілку субдукцію плити Фараллон.
Близько 55 мільйонів років тому, плита Кула почала рух на північ. З півдня її штовхала Тихоокеанська плита, саме цією дією був створено острів Ванкувер. 40 мільйонів років тому, тиск плити Кула припинився. 
Сьогодні частина плити Кула є на півдні Берингового моря.